# Роджер (озеро)
Роджер (англ. Roger Lake) — высокогорный пруд, расположенный у горы Анероид на территории парка Игл-Кеп национального леса Уаллауа-Уитмен в восточном Орегоне (США). Находится в 0,8 км от озёра Анероид. Находится на высоте 2240 м над уровнем моря — это 29-е самое высокогорное озеро национального леса Уаллауа-Уитмен.

## Туристическая тропа
К озеру Роджер можно добраться либо по тропе Ист-Форк-Уаллауа-Ривер у озера Уаллауа, либо по тропе Тендерфут. Тропа Ист-Форк-Уаллауа-Ривер — более короткий путь к озеру, её длина составляет 8,9 км. После примерно 3 км тропа достигает небольшой плотины. На отметке 6,8 км тропа достигает реки, через которую есть небольшой, хорошо построенный мост, за которым тропа проходит высоко над рекой, но постепенно рельеф становится более ровным и тропа проходит по живописным горным лугам вплоть до озера. Средняя глубина озера составляет 9 м, а максимальная глубина составляет 14 м. Тропа, как правило, находится в хорошем состоянии и интенсивно используется в летние месяцы.